# Premio Breakthrough en Ciencias de la Vida
El premio Breakthrough en Ciencias de la Vida es un premio científico financiado por los empresarios de Internet Mark Zuckerberg y Priscilla Chan de Facebook; Serguéi Brin, de Google; el empresario y capitalista de riesgo Yuri Milner; y Anne Wojcicki, una de las fundadoras de la empresa de genética 23andMe.
El premio, dotado con 3 millones de dólares, es el de mayor cuantía en el ámbito de las ciencias y se concede a investigadores que hayan realizado descubrimientos que prolonguen la vida humana. El Premio se concede anualmente, a partir de 2013, con seis galardones cada año. Se espera que los ganadores den conferencias públicas y formen el comité que decidirá los futuros ganadores. La ceremonia se celebra en la bahía de San Francisco, alternando los simposios entre la  Universidad de California, Berkeley, la Universidad de California, San Francisco y la Universidad de Stanford.

## Laureados
| Año  | Retrato | Laureado (nacimiento/muerte)      | País                                          | Justificación | Pertenencia |
| ---- | ------- | --------------------------------- | --------------------------------------------- | --- | --- |
| 2013 |         | Cornelia Bargmann (n. 1961)       | Estados Unidos                                | "por la genética de circuitos neuronales y comportamiento, y moléculas guía sinápticas". | Universidad Rockefeller |
| 2013 |         | David Botstein (n. 1942)          | Suiza Estados Unidos                          | "por la cartografía de las conexiones de enfermedades mendelianas en humanos mediante polimorfismos de ADN". | Universidad de Princeton |
| 2013 |         | Lewis C. Cantley (n. 1949)        | Estados Unidos                                | "por el descubrimiento de la PI 3-Kinasa y su papel en el metabolismo del cáncer". | Escuela de Medicina Harvard Centro Médico Weill Cornell                                                                              |
| 2013 |         | Hans Clevers (n. 1957)            | Países Bajos                                  | "por describir el papel de la señalización Wnt en las células madre tisulares y el cáncer". | Real Academia de Artes y Ciencias de los Países Bajos                                                                                |
| 2013 |         | Titia de Lange (n. 1955)          | Países Bajos Estados Unidos                   | "por la investigación sobre los telómeros, aclarando cómo protegen los extremos de los cromosomas y su papel en la inestabilidad del genoma en el cáncer". | Universidad Rockefeller |
| 2013 |         | Napoleone Ferrara (n. 1956)       | Italia Estados Unidos                         | "por descubrimientos en los mecanismos de la angiogénesis que condujeron a terapias contra el cáncer y las enfermedades oculares". | Universidad de California en San Diego                                                                                               |
| 2013 |         | Eric S. Lander (n. 1957)          | Estados Unidos                                | "por el descubrimiento de principios generales de identificación de genes de enfermedades humanas y permitir su aplicación a la medicina mediante la creación y el análisis de mapas genéticos, físicos y de secuencias del genoma humano".                                                                                       | Instituto de Tecnología de Massachusetts Instituto Broad                                                                             |
| 2013 |         | Charles L. Sawyers (n. 1959)      | Estados Unidos                                | "por los genes del cáncer y la terapia dirigida". | Instituto Médico Howard Hughes Memorial Sloan Kettering Cancer Center                                                                |
| 2013 |         | Robert A. Weinberg (n. 1942)      | Estados Unidos                                | "por la caracterización de genes de cáncer humano". | Instituto de Tecnología de Massachusetts Instituto Whitehead                                                                         |
| 2013 |         | Shinya Yamanaka (n. 1962)         | Japón                                         | "por las células madre pluripotentes inducidas". | Universidad de Kioto Institutos J. David Gladstone Universidad de California, San Francisco                                          |
| 2013 |         | Bert Vogelstein (n. 1949)         | Estados Unidos                                | "por la genómica del cáncer y los genes supresores de tumores". | Instituto Médico Howard Hughes Universidad Johns Hopkins                                                                             |
| 2014 |         | James P. Allison (n. 1948)        | Estados Unidos                                | "por el descubrimiento del bloqueo del punto de control de células T como terapia eficaz contra el cáncer". | Centro Oncológico MD Anderson de la Universidad de Texas                                                                             |
| 2014 |         | Mahlon DeLong (n. 1938)           | Estados Unidos                                | "por definir los circuitos entrelazados del cerebro que funcionan mal en la enfermedad de Parkinson - esta base científica sustenta el tratamiento basado en circuitos de la enfermedad de Parkinson mediante estimulación cerebral profunda".                                                                                    | Universidad Emory |
| 2014 |         | Michael N. Hall (n. 1953)         | Suiza Estados Unidos                          | "por el descubrimiento de la diana de la rapamicina (TOR) y su papel en el control del crecimiento celular". | Biocentrum Universidad de Basilea |
| 2014 |         | Robert Langer (n. 1948)           | Estados Unidos                                | "por descubrimientos que han conducido al desarrollo de sistemas de liberación controlada de fármacos y nuevos biomateriales". | Instituto de Tecnología de Massachusetts                                                                                             |
| 2014 | 75pg    | Richard P. Lifton (n. 1953)       | Estados Unidos                                | "por el descubrimiento de genes y mecanismos bioquímicos causantes de la hipertensión". | Escuela de Medicina Yale |
| 2014 |         | Alexander Varshavsky (n. 1946)    | Rusia Estados Unidos                          | "por descubrir determinantes moleculares críticos y funciones biológicas de la degradación intracelular de proteínas". | Caltech |
| 2015 |         | Alim-Louis Benabid (n. 1942)      | Francia                                       | "por el descubrimiento y el trabajo pionero en el desarrollo de la estimulación cerebral profunda (ECP) de alta frecuencia, que ha revolucionado el tratamiento de la enfermedad de Parkinson". | Universidad Joseph Fourier |
| 2015 |         | C. David Allis (1951-2023)        | Estados Unidos                                | "por el descubrimiento de las modificaciones covalentes de las proteínas histonas y sus funciones críticas en la regulación de la expresión génica y la organización de la cromatina, avanzando en la comprensión de enfermedades que van desde los defectos congénitos al cáncer".                                               | Universidad Rockefeller |
| 2015 |         | Victor Ambros (n. 1953)           | Estados Unidos                                | "por el descubrimiento de un nuevo mundo de regulación genética mediante microARN, una clase de diminutas moléculas de ARN que inhiben la traducción o desestabilizan dianas complementarias de ARNm". | Facultad de Medicina de la Universidad de Massachusetts                                                                              |
| 2015 |         | Gary Ruvkun (n. 1952)             | Estados Unidos                                | "por el descubrimiento de un nuevo mundo de regulación genética mediante microARN, una clase de diminutas moléculas de ARN que inhiben la traducción o desestabilizan dianas complementarias de ARNm". | Hospital General de Massachusetts Escuel de Medicina de Harvard                                                                      |
| 2015 |         | Jennifer Doudna (n. 1964)         | Estados Unidos                                | "por aprovechar un antiguo mecanismo de inmunidad bacteriana en una tecnología potente y general para editar genomas, con amplias implicaciones en la biología y la medicina". | Universidad de California, Berkeley Instituto Médico Howard Hughes Laboratorio Nacional Lawrence Berkeley                            |
| 2015 |         | Emmanuelle Charpentier (n. 1968)  | Francia                                       | "por aprovechar un antiguo mecanismo de inmunidad bacteriana en una tecnología potente y general para editar genomas, con amplias implicaciones en la biología y la medicina". | Centro Helmholtz para la Investigación de Infecciones Universidad de Umeå                                                            |
| 2016 |         | Edward S. Boyden (n. 1979)        | Estados Unidos                                | "por el desarrollo y la aplicación de la optogenética: la programación de neuronas para que expresen canales y bombas de iones activados por la luz, de modo que su actividad eléctrica pueda controlarse mediante la luz". | Instituto de Tecnología de Massachusetts                                                                                             |
| 2016 |         | Karl Deisseroth (n. 1971)         | Estados Unidos                                | "por el desarrollo y la aplicación de la optogenética: la programación de neuronas para que expresen canales y bombas de iones activados por la luz, de modo que su actividad eléctrica pueda controlarse mediante la luz". | Universidad de Stanford Instituto Médico Howard Hughes                                                                               |
| 2016 |         | John Hardy (n. 1954)              | Reino Unido                                   | "por descubrir mutaciones en el gen de la proteína precursora amiloide (APP) que causan la enfermedad de Alzheimer de aparición temprana, vincular la acumulación del péptido beta-amiloide derivado de la APP a la patogénesis del Alzheimer e inspirar nuevas estrategias para la prevención de la enfermedad".                 | University College London |
| 2016 |         | Helen Hobbs (n. 1952)             | Estados Unidos                                | "por el descubrimiento de variantes genéticas humanas que alteran los niveles y la distribución del colesterol y otros lípidos, inspirando nuevos enfoques para la prevención de enfermedades cardiovasculares y hepáticas". | Centro Médico de la Universidad de Texas Southwestern Instituto Médico Howard Hughes                                                 |
| 2016 |         | Svante Pääbo (n. 1955)            | Suecia                                        | "por ser pionero en la secuenciación de ADN antiguo y genomas antiguos, iluminando así los orígenes de los humanos modernos, nuestras relaciones con parientes extintos como los neandertales, y la evolución de las poblaciones y rasgos humanos".                                                                               | Instituto Max Planck de Antropología Evolutiva                                                                                       |
| 2017 |         | Stephen J. Elledge (n. 1956)      | Estados Unidos                                | "por dilucidar cómo las células eucariotas detectan y responden a los daños en su ADN y aportar conocimientos sobre el desarrollo y el tratamiento del cáncer". | Hospital Brigham and Women’s Escuela de Medicina de Harvard Instituto Médico Howard Hughes                                           |
| 2017 |         | Harry F. Noller (n. 1939)         | Estados Unidos                                | "por descubrir la centralidad del ARN en la formación de los centros activos del ribosoma, la maquinaria fundamental de la síntesis de proteínas en todas las células, conectando así la biología moderna con el origen de la vida y explicando también cómo muchos antibióticos naturales interrumpen la síntesis de proteínas". | Universitdad de California, Santa Cruz                                                                                               |
| 2017 |         | Roeland Nusse (n. 1950)           | Países Bajos                                  | "por su investigación pionera sobre la vía Wnt, uno de los sistemas de señalización intercelular cruciales en el desarrollo, el cáncer y la biología de las células madre". | Universidad de Stanford Instituto Médico Howard Hughes                                                                               |
| 2017 |         | Yoshinori Ohsumi (n. 1945)        | Japón                                         | "por dilucidar la autofagia, el sistema de reciclaje que utilizan las células para generar nutrientes a partir de sus propios componentes no esenciales o dañados". | Instituto de Tecnología de Tokyo |
| 2017 |         | Huda Zoghbi (n. 1954)             | Líbano Estados Unidos                         | "por los descubrimientos de las causas genéticas y los mecanismos bioquímicos de la ataxia espinocerebelosa y el síndrome de Rett, hallazgos que han permitido comprender la patogénesis de enfermedades neurodegenerativas y neurológicas".                                                                                      | Escuela de Medicina de Baylor Texas Children's Hospital Instituto Médico Howard Hughes                                               |
| 2018 |         | Joanne Chory (n. 1955)            | Estados Unidos                                | "por descubrir cómo las plantas optimizan su crecimiento, desarrollo y estructura celular para transformar la luz solar en energía química". | Instituto Salk Médico Howard Hughes                                                                                                  |
| 2018 |         | Peter Walter (n. 1954)            | Alemania Estados Unidos                       | "por dilucidar la respuesta a las proteínas desplegadas, un sistema de control de calidad celular que detecta las proteínas desplegadas causantes de enfermedades y dirige a las células para que tomen medidas correctoras". | Universidad de California, San Francisco Instituto Médico Howard Hughes                                                              |
| 2018 |         | Kazutoshi Mori (n. 1958)          | Japón                                         | "por dilucidar la respuesta a las proteínas desplegadas, un sistema de control de calidad celular que detecta las proteínas desplegadas causantes de enfermedades y dirige a las células para que tomen medidas correctoras". | Universidad de Kyoto |
| 2018 |         | Kim Nasmyth (n. 1952)             | Reino Unido                                   | "por dilucidar el sofisticado mecanismo que media en la peligrosa separación de los cromosomas duplicados durante la división celular y previene así enfermedades genéticas como el cáncer". | Universidad de Oxford |
| 2018 |         | Don W. Cleveland (n. 1950)        | Estados Unidos                                | "por dilucidar la patogénesis molecular de un tipo de ELA hereditaria, incluido el papel de la glía en la neurodegeneración, y por establecer una terapia con oligonucleótidos antisentido en modelos animales de ELA y enfermedad de Huntington".                                                                                | Universidad de California, San Diego                                                                                                 |
| 2019 |         | C. Frank Bennett (n. 1960)        | Estados Unidos                                | "por el desarrollo de una terapia eficaz con oligonucleótidos antisentido para niños con la enfermedad neurodegenerativa atrofia muscular espinal". | Ionis Farmacéutica |
| 2019 |         | Adrian R. Krainer (n. 1958)       | Estados Unidos                                | "por el desarrollo de una terapia eficaz con oligonucleótidos antisentido para niños con la enfermedad neurodegenerativa atrofia muscular espinal". | Laboratorio Cold Spring Harbor |
| 2019 |         | Angelika Amon (1967–2020)         | Austria Estados Unidos                        | "por determinar las consecuencias de la aneuploidía, un número cromosómico anormal resultante de una mala segregación cromosómica". | Instituto de Tecnología de Massachusetts                                                                                             |
| 2019 |         | Xiaowei Zhuang (n. 1972)          | China Estados Unidos                          | "por descubrir estructuras ocultas en las células mediante el desarrollo de imágenes de superresolución, un método que supera el límite fundamental de resolución espacial de la microscopía óptica". | Universidad de Harvard Instituto Médico Howard Hughes                                                                                |
| 2019 |         | Zhijian James Chen (n. 1966)      | China Estados Unidos                          | "por dilucidar cómo el ADN desencadena respuestas inmunitarias y autoinmunitarias desde el interior de una célula mediante el descubrimiento de la enzima detectora de ADN cGAS". | Centro Médico UT Southwestern Instituto Médico Howard Hughes                                                                         |
| 2020 |         | Jeffrey M. Friedman (n. 1954)     | Estados Unidos                                | "por el descubrimiento de un nuevo sistema endocrino a través del cual el tejido adiposo envía señales al cerebro para regular la ingesta de alimentos". | Universidad de Rockefeller Instituto Médico Howard Hughes                                                                            |
| 2020 |         | Franz-Ulrich Hartl (n. 1957)      | Alemania                                      | "por descubrir funciones de las chaperonas moleculares en la mediación del plegamiento de proteínas y la prevención de su agregación". | Instituto Max Planck de Bioquímica                                                                                                   |
| 2020 |         | Arthur L. Horwich (n. 1951)       | Estados Unidos                                | "por descubrir funciones de las chaperonas moleculares en la mediación del plegamiento de proteínas y la prevención de su agregación". | Escuela de Medicina de Yale Instituto Médico Howard Hughes                                                                           |
| 2020 |         | David Julius (n. 1955)            | Estados Unidos                                | "por descubrir moléculas, células y mecanismos subyacentes a la sensación de dolor". | Universidad de California, San Francisco                                                                                             |
| 2020 |         | Virginia Man-Yee Lee (n. 1945)    | China Estados Unidos                          | "por descubrir agregados de la proteína TDP43 en la demencia frontotemporal y la esclerosis lateral amiotrófica, y revelar que diferentes formas de alfa-sinucleína, en diferentes tipos celulares, subyacen a la enfermedad de Parkinson y la Atrofia Sistémica Múltiple".                                                       | Universidad de Pennsilvania |
| 2021 |         | David Baker (n. 1962)             | Estados Unidos                                | "por desarrollar una tecnología que permitió diseñar proteínas nunca vistas en la naturaleza, incluidas proteínas novedosas que tienen potencial de intervención terapéutica en enfermedades humanas". | Universidad de Washington Instituto Médico Howard Hughes                                                                             |
| 2021 |         | Catherine Dulac (n. 1963)         | Francia Estados Unidos                        | "por deconstruir el complejo comportamiento de la crianza hasta el nivel de los tipos celulares y su cableado, y demostrar que los circuitos neuronales que rigen los comportamientos de crianza específicos de hombres y mujeres están presentes en ambos sexos".                                                                | Universidad de Harvard Instituto Médico Howard Hughes                                                                                |
| 2021 |         | Yuk Ming Dennis Lo (n. 1963)      | Hong Kong                                     | "por descubrir que el ADN fetal está presente en la sangre materna y puede utilizarse para las pruebas prenatales de la trisomía 21 y otros trastornos genéticos" | Universidad China de Hong Kong |
| 2021 |         | Richard J. Youle (n. 1952)        | Estados Unidos                                | "por elucidar una vía de control de calidad que limpia las mitocondrias dañadas y protege así contra la enfermedad de Parkinson". | Institutos Nacionales de Salud |
| 2022 |         | Jeffery W. Kelly (n. 1960)        | Estados Unidos                                | "por dilucidar las bases moleculares de las enfermedades neurodegenerativas y cardíacas por transtiretina, y por desarrollar tafamidis, un fármaco que frena su progresión". | Scripps Research Institute |
| 2022 |         | Katalin Karikó (n. 1955)          | Hungría                                       | "por la ingeniería de la tecnología de ARN modificado que permitió el rápido desarrollo de vacunas COVID-19 eficaces". | BioNTech Universidad de Pennsilvania                                                                                                 |
| 2022 |         | Drew Weissman (n. 1958)           | Estados Unidos                                | "por la ingeniería de la tecnología de ARN modificado que permitió el rápido desarrollo de vacunas COVID-19 eficaces". | Universidad de Pennsilvania |
| 2022 |         | Shankar Balasubramanian (n. 1966) | India Reino Unido                             | "por el desarrollo de un método robusto y asequible para determinar secuencias de ADN a gran escala, que ha transformado la práctica de la ciencia y la medicina". | Universidad de Cambridge |
| 2022 |         | David Klenerman (n. 1959)         | Reino Unido                                   | "por el desarrollo de un método robusto y asequible para determinar secuencias de ADN a gran escala, que ha transformado la práctica de la ciencia y la medicina". | Universidad de Cambridge |
| 2022 |         | Pascal Mayer (n. 1963)            | Francia                                       | "por el desarrollo de un método robusto y asequible para determinar secuencias de ADN a gran escala, que ha transformado la práctica de la ciencia y la medicina". | Alphanosos |
| 2023 |         | Clifford P. Brangwynne (n. -)     | Estados Unidos                                | "por descubrir un mecanismo fundamental de organización celular mediado por la separación de fases de proteínas y ARN en gotitas líquidas sin membrana". | Universidad de Princeton Instituto Médico Howard Hughes Laboratorio Biológico Marino                                                 |
| 2023 |         | Anthony A. Hyman (n. 1962)        | Reino Unido                                   | "por descubrir un mecanismo fundamental de organización celular mediado por la separación de fases de proteínas y ARN en gotitas líquidas sin membrana". | Instituto Max Planck de Biología Celular Molecular y Genética                                                                        |
| 2023 |         | Demis Hassabis (n. 1976)          | Reino Unido                                   | "por desarrollar un método de IA de aprendizaje profundo que predice con rapidez y precisión la estructura tridimensional de las proteínas a partir de su secuencia de aminoácidos". | DeepMind |
| 2023 |         | John Jumper (n. -)                | Reino Unido                                   | "por desarrollar un método de IA de aprendizaje profundo que predice con rapidez y precisión la estructura tridimensional de las proteínas a partir de su secuencia de aminoácidos". | DeepMind |
| 2023 |         | Emmanuel Mignot (n. 1959)         | Estados Unidos                                | "por descubrir que la narcolepsia está causada por la pérdida de una pequeña población de células cerebrales que fabrican una sustancia promotora de la vigilia, allanando el camino para el desarrollo de nuevos tratamientos de los trastornos del sueño.."                                                                     | Escuela de Medicina de la Universidad Stanford                                                                                       |
| 2023 |         | Masashi Yanagisawa (n. 1960)      | Japón                                         | "por descubrir que la narcolepsia está causada por la pérdida de una pequeña población de células cerebrales que fabrican una sustancia promotora de la vigilia, allanando el camino para el desarrollo de nuevos tratamientos de los trastornos del sueño.."                                                                     | Universidad de Tsukuba |
| 2024 |         | Carl H. June (b. 1953)            | Bandera de Estados Unidos                     | "Por el desarrollo de la inmunoterapia con células T receptoras de antígenos quiméricos, mediante la cual se modifican las células T del paciente para que se dirijan a las células cancerosas y las eliminen". | Escuela de Medicina Perelman |
| 2024 |         | Michel Sadelain                   | Bandera de Francia                            | "Por el desarrollo de la inmunoterapia con células T receptoras de antígenos quiméricos, mediante la cual se modifican las células T del paciente para que se dirijan a las células cancerosas y las eliminen". | Memorial Sloan Kettering Cancer Center                                                                                               |
| 2024 |         | Sabine Hadida                     | Bandera de España · Bandera de Estados Unidos | "Por desarrollar combinaciones de fármacos transformadores de la vida que reparan la proteína defectuosa del canal de cloruro en pacientes con fibrosis quística." | Vertex Pharmaceuticals |
| 2024 |         | Paul Negulescu                    | Bandera de Estados Unidos                     | "Por desarrollar combinaciones de fármacos transformadores de la vida que reparan la proteína defectuosa del canal de cloruro en pacientes con fibrosis quística." | Vertex Pharmaceuticals |
| 2024 |         | Fredrick Van Goor                 | Bandera de Estados Unidos                     | "Por desarrollar combinaciones de fármacos transformadores de la vida que reparan la proteína defectuosa del canal de cloruro en pacientes con fibrosis quística." | Vertex Pharmaceuticals |
| 2024 |         | Thomas Gasser                     | Bandera de Alemania                           | "Por identificar el GBA1 y el LRRK2 como genes de riesgo para la enfermedad de Parkinson, implicando la autofagia y la biología lisosomal como contribuyentes críticos a la patogénesis de la enfermedad." | Instituto Hertie para la Investigación Clínica del Cerebro,Universidad de Tübinga y Centro Alemán de Enfermedades Neurodegenerativas |
| 2024 |         | Ellen Sidransky                   | Bandera de Estados Unidos                     | "Por identificar el GBA1 y el LRRK2 como genes de riesgo para la enfermedad de Parkinson, implicando la autofagia y la biología lisosomal como contribuyentes críticos a la patogénesis de la enfermedad." | Instituto Nacional de Investigación del Genoma Humano (Estados Unidos) NIH                                                           |
| 2024 |         | Andrew Singleton (b. 1972)        | Bandera del Reino Unido                       | "Por identificar el GBA1 y el LRRK2 como genes de riesgo para la enfermedad de Parkinson, implicando la autofagia y la biología lisosomal como contribuyentes críticos a la patogénesis de la enfermedad." | Instituto Nacional sobre el Envejecimiento, NIH                                                                                      |